# Wohn- und Wirtschaftsgebäude Süderende 78
Das Wohn- und Wirtschaftsgebäude Süderende 78 in der niedersächsischen Samtgemeinde Land Hadeln, Gemeinde Osterbruch, im Landkreis Cuxhaven, stammt vom Anfang des 19. Jahrhunderts. Aktuell (2024) wird es als Wohnhaus und gewerblich genutzt.
Das Gebäude steht unter Denkmalschutz (siehe auch Liste der Baudenkmale in Osterbruch).

## Beschreibung
Das eingeschossige giebelständige Backsteingebäude mit hohem Satteldach mit mehreren Geschossebenen stammt von um 1810. Es wurde als Wohn- und Speichergebäude des Mühlenhofs gebaut.
Das Landesdenkmalamt befand u. a.: „…  geschichtliche und städtebauliche Bedeutung …“